# Dörnhagentunnel
Der Dörnhagentunnel ist ein 739 m langer Eisenbahntunnel der Schnellfahrstrecke Hannover–Würzburg. Er liegt in der Nähe des Ortsteils Dörnhagen der nordhessischen Gemeinde Fuldabrück und trägt daher seinen Namen.

## Lage und Verlauf
Der Tunnel liegt 8 km südlich von Kassel und unterquert in seinem südlichen Bereich die Bundesautobahn 7 mit einer Überdeckung von 6 m. Im nördlichen Teil werden landwirtschaftlich genutzte Flächen unterfahren. Die Überdeckung des Bauwerks liegt zwischen 4 und 13 m.
Das Bauwerk liegt zwischen den Streckenkilometern 153,979 und 154,718. Die zulässige Geschwindigkeit im Bereich des Bauwerks liegt bei 210 km/h (Regelgleis Richtung Hannover) bzw. 250 km/h (Regelgleis Richtung Würzburg).
Es durchquert Sandstein-Tonstein-Schichten der Hardegsener Wechselfolge, die teilweise bis zur Tunnelsohle verwittert sind.
Die Gradiente steigt in südlicher Richtung durchgehend an.
Der Tunnel wurde mit einem Gewölbeprofil mit Sohlgewölbe angelegt.

## Geschichte
Im Bereich des heutigen Tunnels war in der Vorentwurfsplanung zunächst ein Einschnitt mit Brücken für kreuzende Wege, Straßen und Autobahn vorgesehen. Im Planfeststellungsverfahren wurde aus land- und forstwirtschaftlichen Gründen einer Tunnellösung der Vorzug gegeben, um den Flächenbedarf eines aufgrund einer notwendigen Böschungsneigung von 2:1 etwa 150 m breiten Einschnitts zu vermeiden.
1984 war der Tunnel mit einer Länge von 704 m und kalkulierten Kosten von 20,6 Millionen DM geplant.
Aufgrund der geringen Überdeckung schied eine bergmännische Bauweise aus wirtschaftlichen Gründen aus. Das Bauwerk wurde daher in offener Bauweise mit flachen Baugrubenböschungen (1:1,5 / 1:2) erstellt. Die A 7 wurde während der Bauphase zeitweise auf fünf Fahrstreifen verengt und um bis zu 30 m von der ursprünglichen Lage abgerückt.
In der Planungs- und Bauphase war das Bauwerk Teil des Planungsabschnitt 13 im Mittelabschnitt der Neubaustrecke. Nördlich des Tunnels lag dabei ein Kilometersprung. Der Baukilometer 157,000 ging in Kilometer 135 über.